# Roman Sikorski
Roman Sikorski (n. 11 iulie 1920, Mszczonów, Mazovia, Polonia – d. 12 septembrie 1983, Varșovia, Polonia) a fost un matematician polonez.

## Biografie
A fost profesor la Universitatea din Varșovia din 1952 până în anul 1982. În 1962 a devenit membru al Academiei Poloneze de Științe. A publicat lucrări legate de algebra booleană, logică matematică, analiză funcțională, teoriile de distribuție și topologia generală.

## Lucrări
- Boolean Algebras (1960)
- Funkcje rzeczywiste (t. 1–2 1958–59)
- The Mathematics of Metamathematics (1963, împreună cu Helena Rasiowa|H. Rasiowa)
- Rachunek rózniczkowy i calkowy — funkcje wielu zmiennych (1967)